# Bergeggi
Bergeggi (en ligur Berzezi) és un comune italià, situat a la regió de la Ligúria i a la província de Savona. El 2015 tenia 1.129 habitants.

## Geografia
Té una superfície de 3,69 km² i la frazione de Torre del Mare. Limita amb Spotorno i Vado Ligure.

## Evolució demogràfica
| Gràfica d'evolució de Bergeggi entre 1861 i 2011 |
|                                                  |
| Font: ISTAT                                      |